# 萊昂內山
萊昂內山（義大利語：Monte Leone），是歐洲的山峰，位於瑞士和意大利接壤的邊境，屬於勒蓬廷阿爾卑斯山脈的一部分，海拔高度3,553米，人類在1859年7月首次登頂。